# Younis Al-Mushaifri
Younis Al-Mushaifri (en árabe: يونس خليفة المشيفري‎; Suwaiq, Omán, 24 de octubre de 1981) es un exfutbolista de Omán que jugaba en la posición de delantero.

## Carrera

### Club
| Periodo   | Club             |
| --------- | ---------------- |
| 2003-2005 | Al-Mussanah Club |
| 2005-2006 | Al-Tadhamon SC   |
| 2006–2009 | Kazma SC         |
| 2009–2011 | Al-Shabab SC     |
| 2011–2013 | Fanja SC         |
| 2013–2014 | Al-Shabab SC     |
| 2014–2015 | Dhofar Club      |
| 2015–2017 | Al-Shabab SC     |
| 2017–2018 | Al-Nasr Salalah  |
| 2018–2021 | Al-Seeb SC       |

### Selección nacional
Jugó para Omán en 11 ocasiones en 2006 a 2012, participó en la Copa Asiática 2007 y en la clasificación de AFC para la Copa Mundial de Fútbol de 2010.